# Literaturpreis Prenzlauer Berg
Der Literaturpreis Prenzlauer Berg war ein deutscher Literaturpreis für Nachwuchsautoren. Er wurde von 2001 bis 2020 vom Literaturverein LiteraturOrt Prenzlauer Berg e. V. im Rahmen der jährlichen Literaturwoche LiteraturOrt Prenzlauer Berg an Autoren zwischen 16 und 35 Jahren vergeben. Eine dreiköpfige Jury, der unter anderem schon Daniela Seel vom Independent-Verlag Kookbooks, der Schriftsteller Jakob Hein und die Schriftstellerin Ricarda Junge angehörten, entschied nach einer Lesung der zehn eingeladenen Endrundenteilnehmer über die drei Bestplatzierten. Nach Absage der Preisverleihung aufgrund der Corona-Pandemie im Jahr 2020 wurde er nicht mehr neu ausgeschrieben.
Der Preis war mit 1.000 € (1. Platz: 500 €, 2. und 3. Platz: je 250 €) dotiert.

## Preisträger
| 2001 | Jan Brandt, Monika Rinck, Daniel Falb |
| 2002 | Larissa Boehning, Niklas Ritter |
| 2003 | Svenja Leiber, Louisa Söllner, Susan Kreller |
| 2004 | Jana Scheerer, Martina Wildner, Friederike von Koenigswald |
| 2005 | Daniel Gräfe, Sascha Reh, Kolja Mensing |
| 2006 | Myriam Keil, Diana Feuerbach, Carsten Schneider |
| 2007 | Caroline Schleier, Alexandra Steffes, Steffen Roye |
| 2008 | Christian de Simoni, Katharina Bendixen, Anders Kamp, Benjamin Lauterbach |
| 2009 | Thomas Mahler, Daniel Kindslehner, Christina Kettering, Isabel Cole |
| 2010 | Jens Deeg, Jasamin Ulfat, Pierre Horn |
| 2011 | Jenifer Joanna Becker, Stefanie de Velasco |
| 2012 | Christoph Schreiber, Anna-Maria Brehm, Jan Decker |
| 2013 | Diana Heinrich, André Hager |
| 2014 | Ursula Kirchenmayer, Lili Wang, Maximilian Deibert |
| 2015 | Valentin Moritz, Saskia Trebing, Christian Dittloff |
| 2016 | Jan Weidner, Angela Lehner, Nadine Schneider |
| 2017 | David Blum, Judith Lehmann, Alexander Raschle |
| 2018 | Sebastian Behr, Demian Lienhard, Carola Gruber |
| 2019 | Simoné Lechner, Rina Schmeller, Marie Lucienne Verse |
| 2020 | Die Vergabe des Literaturpreises wurde in diesem Jahr abgesagt. Nominiert waren Antonia Partheil, Kristina Yanson, Suse Schröder, Thomas Empl, Andrej Schulz, Ruta Dreyer, Anika Stooß, Christin Habermann, Mandy J. Reich und Selma Matter. |